# Диденко, Максим Авксентьевич
Макси́м Авксе́нтиевич Диде́нко (укр. Максим Авксентійович Діденко; 21 января (3 февраля) 1904, с. Мотовиловская Слободка, Белоцерковский уезд, Киевская губерния, Российская империя — неизвестно) — советский украинский государственный и партийный деятель. Первый секретарь Житомирского обкома КП(б) Украины (1938). Член ЦК КП(б) Украины (июнь 1938 — май 1940, фактически с декабря 1938). Входил в состав особой тройки НКВД СССР.

## Биография
Родился 21 января (3 февраля) 1904 в селе Мотовиловская Слободка Белоцерковского уезда Киевской губернии Российской империи (ныне село в составе Фастовской городской общины Фастовского района Киевской области Украины), в семье крестьянина-бедняка. 
В 1916 году окончил сельскую школу в селе Мотовиловская Слободка. В апреле 1918 — декабре 1919 г. — в наймах у зажиточных крестьян села Клековки Белоцерковского уезда. В январе 1920 — феврале 1922 г. — грузчик главного состава Юго-Западной железной дороги в Киеве.
В марте 1922 — июне 1923 г. — курсант пулемётной школы автобронетанковой бригады в Москве. В июле 1923 — декабре 1924 г. — начальник пулемёта, механик бронепоезда № 27 «Буря» в Ленинграде. В 1923 году вступил в комсомол.
В январе 1925 — августе 1930 г. — рабочий, заведующий агитационно-пропагандистского коллектива ВКП(б) ленинградского завода «Красный треугольник». Член ВКП(б) с марта 1926 года.
В 1929 году окончил вечерний рабочий факультет при Ленинградском технологическом институте. В сентябре 1930 — июне 1933 г. — студент, аспирант, культпропагандист, заместитель секретаря, секретарь партийного комитета Ленинградского восточного института имени Енукидзе. В 1933 году окончил Ленинградский восточный институт и получил специальность востоковеда.
В июле 1933 — январе 1935 г. — начальник политического отдела Белоусовской машинно-тракторной станции (МТС) Вознесенского района Одесской области.
В феврале — августе 1935 г. — инструктор отдела культурно-просветительской работы ЦК КП(б)У. В сентябре 1935 — ноябре 1937 г. — инструктор отдела руководящих партийных органов ЦК КП(б)У.
В декабре 1937 — январе 1938 г. — 1-й секретарь Молотовского районного комитета КП(б)У города Киева.
В феврале — мае 1938 г. — 1-й секретарь Организационного бюро ЦК КП(б)У по Житомирской области. В мае — декабре 1938 г. — 1-й секретарь Житомирского областного и городского комитетов КП(б)У. Этот период отмечен вхождением в состав областной тройки, созданной по приказу НКВД СССР от 30.07.1937 № 00447 и активным участием в сталинских репрессиях.
30 декабря 1938 года арестован в Киеве. В 1939 году исключён из членов ВКП(б). В 1941 году осуждён на 3 года исправительно-трудовых лагерей. Дальнейшая судьба неизвестна. В списке депутатов Верховного Совета УССР, составленном в 1945 году, указано: «По предположению расстрелян немцами (см. сообщение начальника управления «СМЕРШ» 1-го Украинского фронта)».